# Oreopsyche plumifera
Oreopsyche plumifera är en fjärilsart som beskrevs av Ferdinand Ochsenheimer 1810. Oreopsyche plumifera ingår i släktet Oreopsyche och familjen säckspinnare. Inga underarter finns listade i Catalogue of Life.